# Moulins (Allier)
Moulins è un comune francese di 20 461 abitanti capoluogo del dipartimento dell'Allier, della regione dell'Alvernia-Rodano-Alpi. La città è situata in una fertile pianura sulla riva destra del fiume Allier, affluente di sinistra della Loira. Fino al secolo XIV Moulins fu un piccolo villaggio di mugnai sottoposto alla signoria dei duchi di Borbone, ma nel 1340 i duchi vi fecero costruire un castello in cui presero a soggiornare sempre più di frequente, tanto che nel secolo XV Moulins, ingrandita e arricchita, sostituì Bourbon-l'Archambault come capitale del ducato. I suoi abitanti si chiamano Moulinois.
La città è la capitale storica del Borbonese.

## Monumenti e luoghi d'interesse
- Cattedrale di Moulins
- Museo Anne de Beaujeau

## Società

### Evoluzione demografica
Abitanti censiti

## Infrastrutture e trasporti
Il comune è servito dalla stazione di Moulins-sur-Allier. 

## Amministrazione

### Gemellaggi
- Bad Vilbel
- Montepulciano

## Curiosità
Moulins è nota in tutto il mondo per un "personaggio" letterario divenuto ormai universalmente famoso: Jules Maigret, commissario capo della squadra omicidi della polizia giudiziaria di Parigi, che il suo autore Georges Simenon fece "nascere" in un paesino immaginario, Saint Fiacre, a pochi chilometri da Moulins.